# Ceratium ostenfeldii
Ceratium ostenfeldii is een soort in de taxonomische indeling van de Myzozoa, een stam van microscopische parasitaire dieren. Het organisme komt uit het geslacht Ceratium en behoort tot de familie Ceratiaceae. Ceratium ostenfeldii werd in 1911 ontdekt door Jorgensen.